# Imielin
Imielin è una città polacca del distretto di Bieruń-Lędziny nel voivodato della Slesia.
Ricopre una superficie di 28,04 km² e nel 2006 contava 7 887 abitanti.